# 20032 McNish
20032 McNish è un asteroide della fascia principale. Scoperto nel 1992, presenta un'orbita caratterizzata da un semiasse maggiore pari a 2,353767 UA e da un'eccentricità di 0,108966, inclinata di 2,650326° rispetto all'eclittica. Ha un diametro di 2,782 km.